# Japanese Breakfast
Japanese Breakfast es una banda de indie pop encabezada por la música, directora y autora coreana-estadounidense Michelle Zauner. La banda lanzó su álbum de estudio debut Psychopomp (2016) en Yellow K Records, seguido de Soft Sounds from Another Planet (2017) y Jubilee (2021), ambos en el sello Dead Oceans. Este último álbum les valió una nominación al Premio Grammy por Mejor Álbum de Música Alternativa, así como Mejor Artista Nuevo en la 64.ª Entrega Anual de los Premios Grammy.

## Estilo musical
Michelle Geslani de Consequence of Sound ha descrito el sonido de Japanese Breakfast como influyente del género, de pop experimental. Anna Gaca de Spin ha conceptualizado sus canciones con el género "lo-fi". Su estilo musical también ha sido descrito como Dream pop, Indie rock e Indie pop, por otros medios.

## Discografía

### Álbumes de estudio
| Título                                        | Detalles del álbum | Máxima posición | Máxima posición | Máxima posición | Máxima posición | Máxima posición | Máxima posición | Máxima posición | Máxima posición | Máxima posición |
| Título                                        | Detalles del álbum | US              | US Alt          | US Indie        | US Rock         | GER             | NZ              | SCO             | UK              | UK Indie        |
| --------------------------------------------- | --- | --------------- | --------------- | --------------- | --------------- | --------------- | --------------- | --------------- | --------------- | --------------- |
| Psychopomp                                    | - Lanzamiento: 1 de abril de 2016 - Discográfica: Yellow K, Dead Oceans - Formato: LP , CD , casete, descarga digital, streaming | —               | —               | —               | —               | —               | —               | —               | —               | —               |
| Soft Sounds from Another Planet               | - Lanzamiento: 14 de julio de 2017 - Disquera: Dead Oceans - Formato: LP, CD, casete, descarga digital, streaming                | —               | —               | 18              | —               | —               | —               | —               | —               | 46              |
| Jubilee                                       | - Lanzamiento: 4 de junio de 2021 - Disquera: Dead Oceans - Formato: LP, CD, casete, descarga digital, streaming                 | 56              | 7               | 7               | 8               | 77              | —               | 11              | 53              | 3               |
| "—" denota que el álbum no debutó en la lista | |                 |                 |                 |                 |                 |                 |                 |                 |                 |

### Bandas sonoras
| Título                                 | Detalles del álbum                                                                                                   |
| -------------------------------------- | --- |
| Sable (Original Video Game Soundtrack) | - Lanzamiento: 24 de septiembre de 2021 - Disquera: Sony Masterworks - Formatos: LP, CD, descarga digital, streaming |

### Álbumes recopilatorios
| Título | Detalles del álbum                                                                           |
| ------ | -------------------------------------------------------------------------------------------- |
| June   | - Lanzamiento: 1 de junio de 2013 - Discográfica: Ranch - Formatos: casete, descarga digital |

### Singles
| Título                                           | Año  | Posiciones del gráfico | Posiciones del gráfico | Posiciones del gráfico | Posiciones del gráfico | Álbum                           |
| Título                                           | Año  | US AAA                 | USAlt.Air.             | US Rock Air.           | BEL(FL)                | Álbum                           |
| ------------------------------------------------ | ---- | ---------------------- | ---------------------- | ---------------------- | ---------------------- | ------------------------------- |
| "In Heaven"                                      | 2016 | —                      | —                      | —                      | —                      | Psychopomp                      |
| "The Woman That Loves You"                       | 2016 | —                      | —                      | —                      | —                      | Psychopomp                      |
| "Everybody Wants to Love You"                    | 2016 | —                      | —                      | —                      | —                      | Psychopomp                      |
| "Machinist"                                      | 2017 | —                      | —                      | —                      | —                      | Soft Sounds from Another Planet |
| "Boyish"                                         | 2017 | —                      | —                      | —                      | —                      | Soft Sounds from Another Planet |
| "Road Head"                                      | 2017 | —                      | —                      | —                      | —                      | Soft Sounds from Another Planet |
| "Essentially"                                    | 2019 | —                      | —                      | —                      | —                      | W Records X Japanese Breakfast  |
| "Head Over Heels"                                | 2019 | —                      | —                      | —                      | —                      | W Records X Japanese Breakfast  |
| "Be Sweet"                                       | 2021 | 7                      | 34                     | 38                     | —                      | Jubilee                         |
| "Posing in Bondage"                              | 2021 | —                      | —                      | —                      | —                      | Jubilee                         |
| "Savage Good Boy"                                | 2021 | —                      | —                      | —                      | —                      | Jubilee                         |
| "Paprika"                                        | 2021 | —                      | —                      | —                      | —                      | Jubilee                         |
| "Slide Tackle"                                   | 2021 | 39                     | —                      | —                      | —                      | Jubilee                         |
| "Glider"                                         | 2021 | —                      | —                      | —                      | —                      | Sable                           |
| "—" denota que el sencillo no debutó en la lista |      |                        |                        |                        |                        |                                 |

### Como banda invitada
| Título                                      | Año  | Álbum    |
| ------------------------------------------- | ---- | -------- |
| "Maybes" (Giraffage con Japanese Breakfast) | 2017 | Too Real |

### Videos Musicales
- "Everybody Wants To Love You" (2016)
- "Jane Cum" (2016)
- "In Heaven" (2016)
- "Machinist" (2017)
- "Road Head" (2017)
- "The Body Is A Blade" (2017)
- "Boyish" (2018)
- "Be Sweet" (2021)
- "Posing in Bondage" (2021)
- "Savage Good Boy" (2021)

## Premios y nominaciones
| Año  | Premiación        | Categoría                         | Otorgado a         | Resultado | Ref.   |
| ---- | ----------------- | --------------------------------- | ------------------ | --------- | ------ |
| 2022 | Grammy Awards     | Mejor Artista Nuevo               | Japanese Breakfast | Pendiente | [ 1 ]  |
| 2022 | Grammy Awards     | Mejor Álbum de Música Alternativa | Jubilee            | Pendiente | [ 1 ]  |
| 2022 | GLAAD Media Award | Mejor Acto Innovador              | Jubilee            | Pendiente | [ 35 ] |